# Lluís d'Alemany i Ràfols
Lluís d'Alemany i Ràfols   (l'Hospitalet de Llobregat, 1858 - l'Hospitalet de Llobregat, 1925) fou Secretari Municipal als ajuntaments de Sant Quintí de Mediona i de L’Hospitalet de Llobregat i afeccionat a la poesia.

## Biografia
Nasqué a la “Casa Alta”, finca agrícola també coneguda pel nom de Ca n’Alemany per pertànyer a la família dels Comtes d'Alemany, en aquella època una de les masies més importants de L’Hospitalet, que estava ubicada al Samontà i que actualment forma part del Parc de Can Buxeres.
A la mort del seu pare Antoni d'Alemany i de Pallejà, que era de la noblesa catalana, heretà la finca agrícola amb l'antiga casa pairal envoltada de conreus.
El 1887 entrar a treballar a la Casa de la Vila de l'Hospitalet de Llobregat com a auxiliar administratiu, fins que el 1897, es traslladà a Sant Quintí de Mediona, on ocupà la plaça de Secretari Municipal.
El 1902 publicà a la revista Catalunya Artística la poesia “Enyoradívola” dedicada al fill dels seu masover Francesc Marcé i Codina.
El 1913 fou nomenat Oficial Major de l'Ajuntament de l'Hospitalet de Llobregat i el 1924 Secretari Municipal del mateix municipi.